# Phacelia secunda
La champa (Phacelia secunda) es una planta de la familia de las borragináceas. Es originaria de Argentina, Chile y Perú.

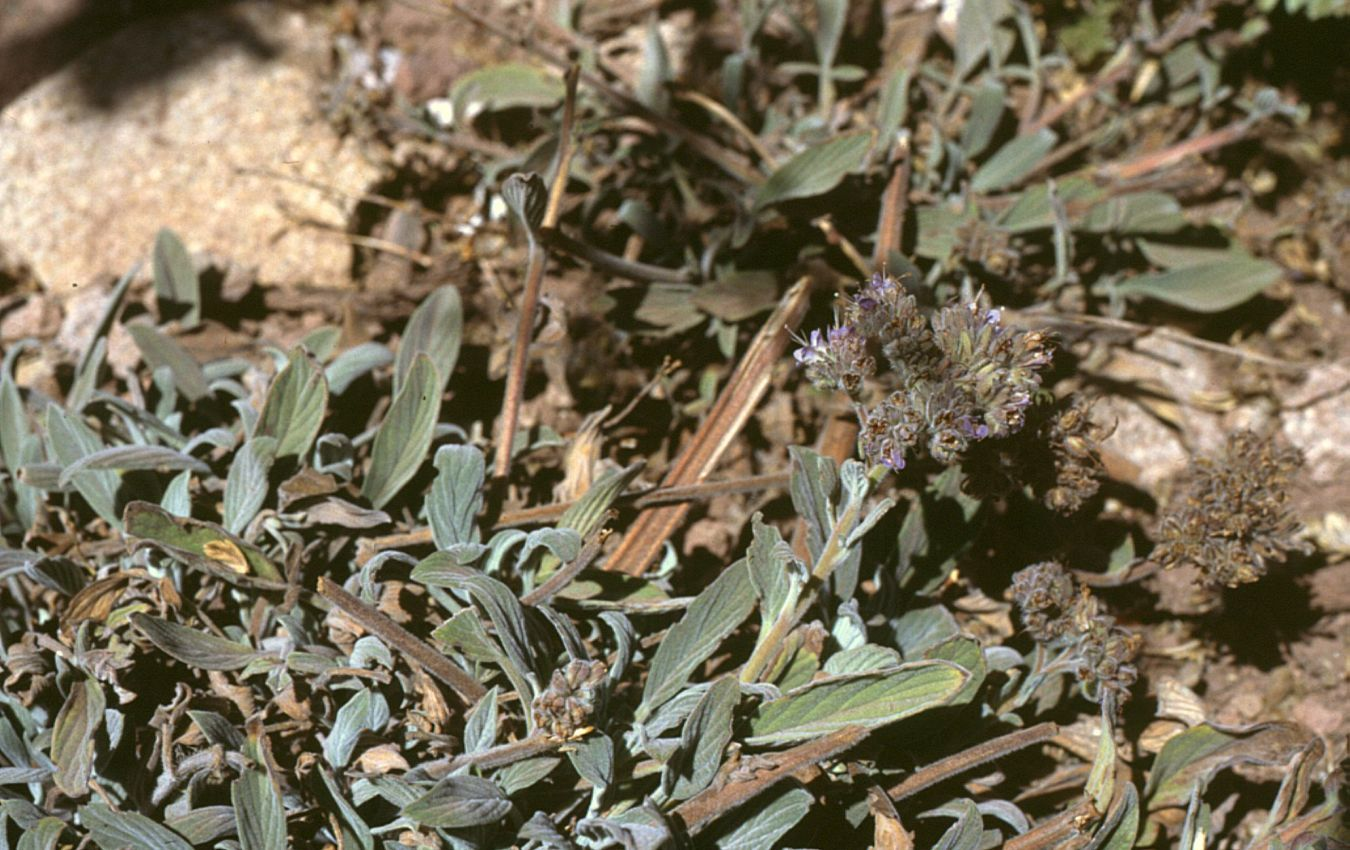
Detalle de las hojas

## Descripción
Es una hierba en rosetas sueltas, en manojos desde un rizoma leñoso perenne. Hojas de 3-10 cm de largo formado por hasta once hojas ovadas a lanceoladas densamente recubiertas de brillantes y plateados pelos. Las flores tubular-campanuladas de 4-7 mm de largo, lila claro a lavanda sucio que surgen en tallos erectos a decumbentes de 5-30 cm de longitud.

## Distribución
Es una hierba perenne que se encuentra en Chile, y también en Argentina, presenta una amplia distribución, habitando desde Parinacota (18°S) hasta Tierra del Fuego (54°S), y desde el nivel del mar hasta la alta cordillera. 

## Taxonomía
Phacelia secunda fue descrita por Johann Friedrich Gmelin y publicado en Systema Naturae . . . editio decima tertia, aucta, reformata 2: 330. 1791.
Sinonimia
- Aldea circinnata Willd.
- Hydrophyllum aldea Roem. & Schult.
- Hydrophyllum magellanicum Lam.
- Hydrophyllum magellanicum var. pinnatum Macloskie
- Phacelia circinata (Willd.) Jacq.
- Phacelia magellanica (Lam.) Coville
- Phacelia peruviana Spreng.
- Phacelia secunda subsp. pinnata (Ruiz & Pav.) Constance[3]